# Thomas Jacob Bergersen
Thomas Jacob Bergersen (* 4. července 1980, Trondheim) je norský hudební skladatel a zakladatel společnosti Two Steps from Hell, na jejíž tvorbě se aktivně podílí. Vydal i sólová alba Illusions (2011) a Sun (2013).
Již v jeho útlém věku si jeho rodiče všimli jeho velikého nadání a proto jej zapsali na lekce hry na klavír. Mladý Bergersen ale nejevil příliš zájem o hraní hudby, která existovala. Vymýšlel si stále své skladby, čímž svého učitele zprvu iritoval, ale když si osvojil techniku hry na klavír, jeho učitel poznal šanci kterou mladý Thomas dostal a začal jej učit i teorii kompozice.
Později se Thomas Bergersen seznámil se svým přítelem Nickem Phoenixem, který se zabýval tvorbou reklamních soundtracků, a se kterým založili první základy Two Steps from Hell. Vytváří hudbu především do filmů, jako třeba Avatar, Piráti z Karibiku, Letopisy Narnie nebo Harry Potter. Veliký úspěch ale sklízí i na poli posluchačů, kteří jejich žánru dali název Epic music. Nejznámější počiny Two Steps from Hell jsou písně jako Freedom Fighters, Heart of Courage či Moving Mountains.